# Robert Nordström
Robert Nordström (* 15. Juli 1963) ist ein finnlandschwedischer Kameramann.

## Leben
Nordström arbeitete über die Jahre immer wieder mit der schwedischen Regisseurin Christina Olofson zusammen. So war er für jeweils der Kameramann für Ich hätte nein sagen können, Katzenjammer, Happy End und Hannah med H. Ebenfalls wirkte er an Ich hiess Sabina Spielrein, einer Dokumentation über die russische Psychoanalytikerin Sabina Spielrein mit.
Neben der Tätigkeit als Kameramann ist er auch als Dozent an Hochschulen tätig. So unterrichtete er Film nicht nur an der finnlandschwedischen Hochschule Arcada in Helsinki, sondern ist auch aktuell an Stockholms Dramatiska Högskola als Dozent tätig.
Aktuell wird er von der schwedischen Agentur Lins vertreten.

## Filmografie (Auswahl)
- 1997: Ich hätte Nein sagen können (Sanning eller konsekvens)
- 1999: Happy End
- 2002: Ich hiess Sabina Spielrein
- 2001: Katzenjammer (Kattbreven)
- 2003: Hannah med H
- 2003: Baltic Storm
- 2004: Populärmusik aus Vittula (Populärmusik från Vittula)
- 2011: Iris – Die abenteuerliche Reise ins Glück (Iris)
- 2024: Ei koskaan yksin